# Oiselay-et-Grachaux
Oiselay-et-Grachaux är en kommun i departementet Haute-Saône i regionen Bourgogne-Franche-Comté i östra Frankrike. Kommunen ligger i kantonen Gy som tillhör arrondissementet Vesoul. År 2022 hade Oiselay-et-Grachaux 433 invånare.

## Befolkningsutveckling
Antalet invånare i kommunen Oiselay-et-Grachaux
| Referens: INSEE |